# Christian Jacob
Christian Jacob (ur. 4 grudnia 1959 w Rozay-en-Brie) – francuski polityk, były minister i eurodeputowany, parlamentarzysta, przewodniczący Republikanów (2019–2022).

## Życiorys
Z wykształcenia i zawodu rolnik oraz hodowca. Działał w organizacjach młodych rolników. Zaangażował się w działalność gaullistowskiego Zgromadzenia na rzecz Republiki. W latach 1994–1997 zasiadał w Parlamencie Europejskim, pracował w Komisji ds. Rolnictwa i Rozwoju Wsi.
W 1995, po nominacji Alaina Peyrefitte’a do Senatu, Christian Jacob jako jego zastępca wszedł w skład Zgromadzenia Narodowego. Skutecznie ubiegał się o reelekcję w kolejnych wyborach parlamentarnych w 1997, 2002 i 2007. W 2002 dołączył do Unii na rzecz Ruchu Ludowego.
W latach 2001–2002 był merem Provins, został następnie wiceburmistrzem tej miejscowości, a w 2006 powrócił na urząd mera. W 2008 i w 2014 wybierano go na kolejne kadencje na to stanowisko, zakończył urzędowanie w 2017.
Od 2002 do 2007 pełnił różne funkcje w administracji rządowej. W gabinetach Jean-Pierre'a Raffarina był ministrem delegowanym ds. rodziny, następnie ds. małej i średniej przedsiębiorczości oraz handlu. W 2005 został ministrem służb publicznych w rządzie Dominique’a de Villepin. W 2007 powrócił do pracy w niższej izbie parlamentu, a w 2010 stanął na czele frakcji parlamentarnej UMP. W wyborach parlamentarnych w 2012 i 2017 uzyskiwał poselską reelekcję.
W październiku 2019 został wybrany na nowego przewodniczącego Republikanie, ugrupowania powstałego z przekształcenia UMP. Ustąpił z tej funkcji w czerwcu 2022.